# Aldo Duzdevich
Aldo Antonio Duzdevich (Pergamino, 1955) es un periodista, escritor y político argentino. Integró Montoneros, organización de la que se separó para formar la Juventud Peronista Lealtad (JP Lealtad). Fue concejal de la ciudad de Neuquén y diputado provincial de la provincia homónima por el Partido Justicialista. Escribió los libros de investigación histórica La Lealtad: los Montoneros que se quedaron con Perón (2015, coautor) y Salvados por Francisco (2019).

## Biografía
Nació en Pergamino en 1955. De joven ingresó a la Acción Católica, donde canalizó sus inquietudes ante la injusticia social. En 1972 se incorporó a la columna José Gervasio Artigas de Montoneros y con dicha columna se separó de la organización en 1974, por estar disconforme con la línea confrontativa con Juan D. Perón, para formar la Juventud Peronista Lealtad (JP Lealtad). En 1974 se radicó en la ciudad de Neuquén, donde estudió economía en la Universidad Nacional del Comahue.
En representación del Partido Justicialista, fue elegido diputado provincial de Neuquén, concejal del municipio de Neuquén y candidato a gobernador en las elecciones de 2003. En 2007 fue nombrado por el presidente Néstor Kirchner como director de la ANSES para las provincias de La Pampa, Neuquén y Río Negro.
En 2015 escribió el libro La Lealtad: los Montoneros que se quedaron con Perón, en coautoría, sobre el hecho histórico del que formó parte de los guerrilleros montoneros que no reiniciaron la lucha armada durante el tercer peronismo (1973/1976) y en 2019 escribió Salvados por Francisco, sobre las personas que el papa Francisco salvó de la última dictadura militar.

## Libros
- La Lealtad: los Montoneros que se quedaron con Perón (2015, coautor)
- Salvados por Francisco (2019)